# Gramática del coreano
La gramática coreana está organizada en principios muy diferentes a los que están organizadas las gramáticas europeas. El coreano no tiene género gramatical, tampoco tiene artículos definidos ni indefinidos. La distinción entre plural y singular raramente se hace. Los verbos no se conjugan de acuerdo a la persona y los pronombres personales se utilizan solo en contadas ocasiones. El coreano tiende a la omisión, así que en ocasiones, el significado de algo puede expresarse claramente mediante la ausencia de algún elemento semántico aparentemente necesario.
Aunque las estructuras de la gramática coreana son muy diferentes a las de las gramáticas occidentales, algunos de los términos y categorías de la gramática occidental se utilizan para facilitar el aprendizaje y entendimiento de la gramática coreana. Hay, por ejemplo, una categoría denominada "verbos descriptivos", que son verbos que contienen la idea de ser más adjetivo, a lo que la gramática coreana oficial denomina simplemente como adjetivos; sin embargo, en muchos sitios se utiliza el término verbo, debido a que se conjugan de forma similar a los verbos normales, llamados verbos de acción. Una conjugación particular de los verbos, ya que es invariable y modifica directamente al sustantivo, es lo que llamaremos aquí adjetivos, pues un adjetivo, según la gramática occidental, es aquella palabra que describe o califica al sustantivo.
El coreano es particularmente rico en sinónimos puros y en palabras que tienen un significado muy parecido, pero que tienen matices diferentes y por lo tanto no son intercambiables. Esto se produce en alguno de los casos, debido a que gran parte del vocabulario coreano es de origen chino y este vocabulario de origen chino convive con el vocabulario nativo.
Por regla general, los préstamos chinos se combinan con otros préstamos chinos y las palabras nativas con otras palabras nativas. El problema es que es muy difícil distinguir de entrada cuáles son palabras nativas y cuáles son préstamos chinos. Todos los préstamos chinos tienen un ideograma que los representa y que contiene significado. Estos ideogramas se llaman hanja, y, aunque en el coreano actual, ya no se utilizan para la escritura, es importante conocer los más utilizados para después reconocer fácilmente vocabulario nuevo hecho de compuestos de origen chino.
Debido a la presencia de ambos términos de términos chinos y nativos, existen dos sistemas numerales, uno de origen chino y otro de origen coreano. El problema es que no siempre se pueden utilizar indistintamente. Para decir el tiempo, por ejemplo, las horas deben expresarse con números nativos y los minutos con números de origen chino.
Los números de origen chino normalmente van con palabras de origen chino, y los nativos con palabras nativas.
Además de todo esto, cuando se enumera cualquier sustantivo concreto, se debe añadir al número un tipo de sustantivos especiales llamados contadores. Existen contadores para muchos tipos de cosas, y según el tipo de cosa que estemos contando, se deberá utilizar un contador u otro.
El coreano es un idioma aglutinante, lo que quiere decir que la función de los nombres, pronombres u otras categorías gramaticales dadas en un contexto sintáctico determinado se indica mediante la adición de uno o más sufijos o partículas.
En otras palabras, mientras que en la mayoría de los lenguajes europeos indican la función de una palabra mediante preposiciones, el orden de la frase o declinaciones, en el coreano esto se indica añadiendo sufijos al final de la palabra. Mientras que en español, el complemento indirecto para la tercera persona del singular se indica con la forma a él, en inglés con to him, o en francés con à lui, en coreano se hace combinando el pronombre determinante 그 (eso, él) con el marcador dativo ~에게, obteniendo 그에게 (a él).
Este sistema aglutinante proporciona una sintaxis relativamente libre, aunque hay una estructura básica y fija que es Sujeto - Objeto - Verbo y por eso normalmente las frases casi siempre van al revés que en español, cuyo orden sintáctico predominante es Sujeto - Verbo - Objeto.
Todos los verbos coreanos tienen el mismo infinitivo acabado en el sufijo ~다, que, al quitársele, se obtiene la raíz verbal utilizada para formar casi todas las conjugaciones. Como se menciona más arriba, en coreano existen dos tipos de verbos, los verbos de acción (transitivos e intransitivos), que describen la acción realizada por el sujeto, y los verbos descriptivos (intransitivos), que describen una condición y estado y contienen la idea de ser o estar.
Existen también algunos verbos denominados verbos auxiliares y que sirven para matizar otros verbos o para hacer algún tipo de conjugación determinada.
Posiblemente, el verbo más utilizado en coreano es el verbo 하다 (hacer), que cuando se le añade a prácticamente cualquier nombre, puede formar un verbo que significa realizar la acción marcada por ese nombre.
Los verbos 시키다 (alguien hace), 되다 y 지다 (llegar a ser), son los que se utilizan para formar frases en pasiva.
El verbo 않다 sirve para hacer frases negativas.
Como en nuestro idioma, en coreano también hay dos verbos diferentes para indicar existencia, una de manera permanente y otro de manera no permanente.
이다 (ser) indica existencia permanente o definición, mientras que 있다 (estar, haber, tener) indica existencia no permanente, localización o posesión. Sus antónimos son los verbos 아니다 (no ser) y 없다 (no estar, no haber, no tener).
Los verbos coreanos no se conjugan de acuerdo a la persona o número, así que la misma forma verbal se puede utilizar para cualquier sujeto (primera, segunda o tercera persona, singular o plural), en cambio, pueden conjugarse según el registro del habla que estemos utilizando (hay conjugaciones formales, informales, etc).